# Baykalovsky (huyện)
Huyện Baykalovsky (tiếng Nga: ? райо́н) là một huyện hành chính tự quản (raion), của Tỉnh Sverdlovsk, Nga. Huyện có diện tích 2301 kilômét vuông. Trung tâm của huyện đóng ở Bayanday.